# Kýchavice
Kýchavice (Veratrum) je rod jednoděložných rostlin z čeledi kýchavicovité (Melanthiaceae). Někteří autoři řadí rod kýchavice (Veratrum) do čeledi liliovité v širším pojetí (Liliaceae s.l.).

## Popis

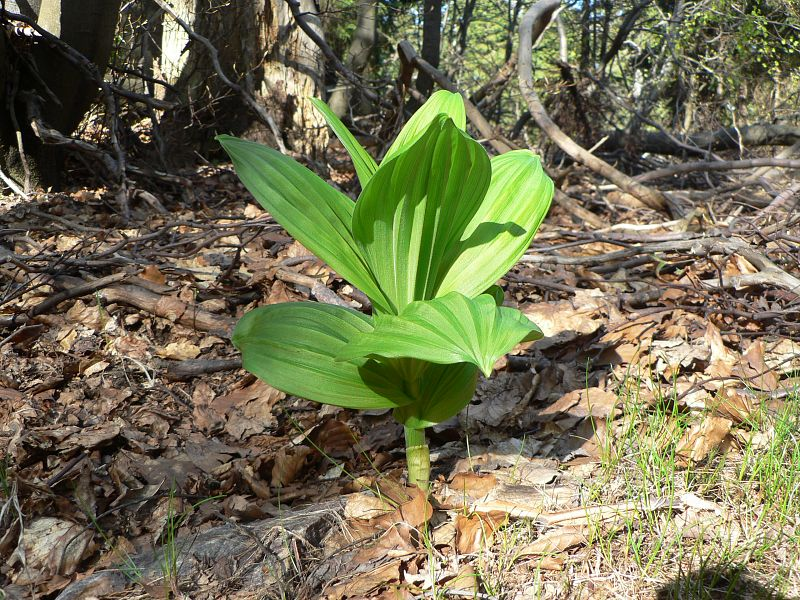
Mladý výhonek kýchavice bílé

Jedná se o vytrvalé pozemní byliny s oddenky a robustní olistěnou lodyhou. Jsou to rostliny jednodomé s oboupohlavními a někdy i samčími květy. Listy jsou lodyžní, jednoduché, přisedlé, střídavé, s listovými pochvami.
Čepele listů jsou celokrajné, většinou široce vejčité až eliptické či okrouhlé, žilnatina je souběžná, často žebrovitě vyniklá. Květy jsou oboupohlavné, dolní květy mohou být pouze samčí, jsou v bohatých květenstvích, zpravidla ve vrcholových složených hroznech nebo latách. V květenství jsou přítomny listeny. Květy jsou pravidelné, vytváří se češule srostlá s bází semeníku, okvětí je vyvinuto, zpravidla 6 okvětních lístků ve 2 přeslenech (3+3), okvětní lístky jen na bázi srostlé, vytrvalé. Tyčinek je 6, ve 2 přeslenech, jsou volné. Gyneceum je složeno ze 3 plodolistů, synkarpní, semeník je svrchní až polospodní. Plod je suchý, pukavý, jedná se o tobolku, většinou hluboce trojlaločnou. Semena jsou křídlatá.

## Rozšíření ve světě
Je známo asi 25-40 druhů, které jsou v Evropě, Asii a Severní Americe.

## Výskyt v Česku
V ČR rostou 2-3 druhy, záleží na pojetí. Kýchavice bílá je celkem statná horská rostlina, v ČR můžeme vidět 2 poddruhy nebo druhy (záleží na pojetí). Kýchavice bílá Lobelova (Veratrum album subsp. lobelianum) roste celkem běžně hlavně v pohraničních pohořích, kýchavice bílá pravá (Veratrum album subsp. album) pouze v přírodní památce Hejdlovský potok a jeho okolí na území CHKO Blanský les, na Šumavě a v Novohradských horách. Kýchavice černá (Veratrum nigrum) je velmi vzácný a kriticky ohrožený druh (C1), v ČR má jen několik lokalit v teplých oblastech.

## Seznam druhů
- Veratrum album subsp. album – Evropa, Asie
- Veratrum album var. oxysepalum – východní Asie, Severní Amerika
- Veratrum album subsp. lobelianum – Evropa, Asie
- Veratrum californicum – západ Severní Ameriky
- Veratrum dahuricum – východní Asie
- Veratrum fimbriatum – Kalifornie
- Veratrum formosanum – Tchaj-wan
- Veratrum grandiflorum – Čína
- Veratrum insolitum – západ Severní Ameriky
- Veratrum japonicum – Japonsko
- Veratrum maackii – východní Asie
- Veratrum mengtzeanum – Čína
- Veratrum micranthum – Čína
- Veratrum misae – Rusko
- Veratrum nigrum – Evropa, Asie
- Veratrum oblongum – Čína
- Veratrum oxysepalum – východní Asie
- Veratrum schindleri – Čína
- Veratrum stenophyllum – Čína
- Veratrum taliense – Čína
- Veratrum viride – Severní Amerika
- a další